# RegionAir
 (mars 2020).
RegionAir est une compagnie aérienne basée à Port-Gentil, au Gabon. Il se concentre sur les vols régionaux en Afrique centrale et de l’Ouest. RegionAir travaille strictement en tant que compagnie aérienne charter pour les entreprises de l’industrie pétrolière et gazière et ne vend pas de billets au grand public.

## Flotte
- Embraer EMB 120 Brasilia

## Sources
- (en) Cet article est partiellement ou en totalité issu de l’article de Wikipédia en anglais intitulé « RegionAir » (voir la liste des auteurs).